# Phoma glomerata
Phoma glomerata är en lavart som först beskrevs av August Karl Joseph Corda, och fick sitt nu gällande namn av Wollenw. & Hochapfel 1936. Phoma glomerata ingår i släktet Phoma, ordningen Pleosporales, klassen Dothideomycetes, divisionen sporsäcksvampar och riket svampar.   Inga underarter finns listade i Catalogue of Life.